# Ezri Dax
Ezri Tigan Dax è un personaggio immaginario dell'universo fantascientifico di Star Trek. Interpretata da Nicole de Boer è protagonista della settima stagione serie televisiva Star Trek: Deep Space Nine. Ezri Dax è il nono ospite del simbionte Dax e svolge le mansioni di consigliere a bordo della stazione spaziale Deep Space Nine.

## Storia del personaggio
Nel 2374, Ezri Tigan è guardiamarina sulla nave stellare USS Destiny, quando viene inviata dalla stazione Deep Space Nine sul pianeta Trill per trasportare il simbionte Dax dopo la morte di Jadzia Dax.
A causa dell'aggravarsi delle condizioni mediche del simbionte durante il viaggio, nonostante non fosse stata addestrata a riceverlo, Ezri Tigan, essendo l'unica Trill a bordo, si unisce a Dax per salvare la vita del simbionte. Ciò le crea non pochi problemi di adattamento poiché l'addestramento a ricevere un simbionte, che dura anni, è per lei risultato essere un "discorsetto preparativo di 15 minuti".Per questo motivo Ezri è assolutamente impreparata a far fronte ai ricordi e al bagaglio di emozioni di tutte le vite passate di Dax, cosa che inizialmente ha i suoi strascichi, come il mal di spazio di cui non ha mai sofferto (dovuto al ricordo di Torias, morto in un incidente con una navetta) o l'emotività eccessiva (che lei attribuisce a Audrid).
Fatica molto a trovare un equilibrio con la se stessa di prima e la nuova sé unita, ordinando cibi che non le piacciono, ma che erano graditi da suoi ospiti precedenti, o cercando di rilassarsi stando a testa in giù come faceva Emony, il terzo ospite. Tutto ciò è aggravato dal fatto che lei non ha mai aspirato a essere unita tanto che, arrivata su Trill alla fine del viaggio che avrebbe dovuto riportare Dax sul pianeta, chiede alla Commissione Simbiotica di essere separata, operazione che le viene negata perché un ospite non può sopravvivere alla procedura di separazione.
Ezri viene da una famiglia abbiente: sua madre è imprenditrice e proprietaria di una delle più importanti miniere a New Sidney e ha due fratelli, Janel e Norvo, entrambi coinvolti nella gestione dell'azienda di famiglia. Nessuno di loro voleva che Ezri entrasse nella Flotta, né che lasciasse l'impresa, e nessuno è contento che Ezri sia stata unita e la biasimano perché a volte confonde i suoi ricordi di Ezri con quelli degli altri ospiti.
Durante la stagione diviene via via più sicura di sé, imparando a farsi accettare dagli altri e accettando soprattutto la nuova se stessa; quando sulla stazione spaziale inizierà una catena di omicidi sfrutterà la personalità di Joran Belar, un ospite di Dax assassino e mentalmente disturbato, per risolvere i crimini. Provando ancora dei sentimenti residui nei confronti di Worf, non esiterà ad andare a cercarlo quando verrà dato come disperso; pur violando le leggi Trill, passeranno una notte insieme, che servirà a Worf per dire addio alla moglie Jadzia e a Ezri, che metterà ordine nei sentimenti che prova, capendo che l'affetto che prova per il klingon le proviene da Jadzia, mentre lei (come Ezri) si scoprirà essere innamorata del dottor Bashir, dal quale viene ricambiata.

### Universo dello specchio
La Ezri nell'Universo dello specchio non era unita al simbionte Dax, ed era una mercenaria collega del Quark della realtà alternativa. Il personaggio aveva la caratteristica di essere lesbica. In precedenza, quando Star Trek aveva affrontato questioni relative all'omosessualità, aveva ricevuto lamentele dai fan. Ciò si è verificato durante la quinta stagione di Star Trek: The Next Generation quando William Riker ha una relazione romantica con un membro femminile della razza J'naii che è tipicamente sessualmente indifferenziata e la cui società vede l'identificazione con un genere come un comportamento deviante.
Le critiche sono state ricevute ancora una volta quando Jadzia Dax ha baciato un'altra donna. A causa dei cambiamenti nel costume sociale, come l'ulteriore accettazione delle coppie dello stesso sesso e un aumento del numero di personaggi omosessuali in televisione, la risposta negativa alla versione lesbica di Ezri non fu così pesante come quelle nelle storie precedenti..

## Sviluppo
Terry Farrell ha interpretato il personaggio di Jadzia Dax dall'episodio pilota L'emissario fino a Le lacrime dei Profeti, l'episodio finale della sesta stagione. L'attrice aveva deciso di non rinnovare il suo contratto per la settima stagione, e così il personaggio è stato ucciso nella sua ultima apparizione. A causa della natura simbiotica del personaggio, solo l'ospite morì; il simbionte noto come Dax è sopravvissuto, il che ha permesso ai produttori di reintrodurlo in seguito in un nuovo ospite.
Prima dell'inizio della settima stagione, i produttori hanno cercato di reintrodurre Dax con un nuovo interprete. Decisero immediatamente che doveva essere un personaggio femminile, altrimenti Kira Nerys, interpretata da Nana Visitor, sarebbe stata l'unica protagonista femminile. Ci sono state alcune difficoltà nel trovare un'attrice che soddisfacesse i requisiti richiesta dalla parte; Ira Steven Behr ha dichiarato: "Così abbiamo iniziato il processo di casting, e tutto quello che ho visto sono state molte persone che non potevano interpretare la parte. Non c'era assolutamente nessuno adatto".
Il casting iniziale richiedeva un'attrice con una qualità "spettrale", ma in seguito al fallimento nel trovare qualcuno adeguato, il co-supervisore e produttore René Echevarria suggerì che il personaggio invece avrebbe dovuto essere qualcuno che non era preparato a essere unito a Dax e che lo fece solo a causa di un evento inaspettato.
Echevarria lo suggerì a Behr durante il pranzo, ma inizialmente non ne era sicuro. Quando tornarono separatamente allo studio, Behr aveva elaborato un intero piano basato sulla nuova premessa per il personaggio. Behr suggerì che il personaggio avrebbe dovuto fondamentalmente comportarsi come se avesse la schizofrenia, dicendo: "Non avevamo mai pensato alla cosa in passato, ma aveva senso. Come deve essere sentire tutte quelle voci e opinioni?".
I produttori decisero anche che volevano un'attrice più giovane che si sentisse vulnerabile per compensare la forza che Jadzia aveva maturato nel corso della serie. Il casting fu difficile, fino a quando Hans Beimler suggerì un'attrice canadese con cui aveva lavorato una volta: Nicole de Boer. Ella aveva lavorato con Beimler nelle serie televisive Oltre la realtà e TekWar. Le fu chiesto di presentare un nastro di audizione in cui recitava una scena tra Ezri e Quark, che registrò lei stessa nella sua stanza d'albergo, e in seguito ammise di non sapere in quel momento cosa fosse un Trill.
A quel tempo, de Boer era impegnata a lavorare in Canada, ma era sconosciuta come attrice negli Stati Uniti. Fu chiamata a Los Angeles per un'audizione di persona in base al nastro, in cui eseguì una scena di quattro minuti e mezzo scritta appositamente per l'audizione. In seguito è stato convertito in una scena utilizzata nell'episodio Immagine residua. Pensava di aver rovinato la sua audizione quando è quasi soffocata bevendo un bicchiere d'acqua, quando il produttore esecutivo Rick Berman è entrato nella stanza e ha dovuto correre in bagno, e a quel punto aveva già bagnato i suoi vestiti e fatto colare il suo mascara. Ma Behr la elogiò, dicendo: "Abbiamo ottenuto una buona sensazione da lei, conosceva la sua parte. Ha capito. E così è stato".
Come parte della sua preparazione per le riprese di ogni giorno, si è fatta applicare le macchioline tipiche dei Trill dalla truccatrice Mary Kay Morse, con Michael Westmore che ha lavorato invece sui suoi dettagli. Questo è stato un cambiamento rispetto a quando Farrell aveva interpretato Jadzia, poiché in quel caso, Westmore aveva applicato le macchie lui stesso ogni giorno. Il personaggio ha fatto la sua prima apparizione nell'apertura della settima stagione, Immagini nella sabbia, per la quale è stata occupata solo per mezza giornata, poiché era in una sola scena. "Sono entrata e avevo solo una riga – tutto qui; non mi ero ancora trasferita a Los Angeles e non avevo ancora trovato un posto dove vivere". Cominciò a capire cosa le veniva richiesto dal secondo episodio in poi. In seguito spiegò che "non mi sono mai spaventata troppo all'inizio. Ho pensato più a questo come al più grande lavoro che abbia mai avuto, piuttosto che entrare nell'intero fenomeno di Star Trek. Volevo solo fare un buon lavoro".
De Boer ha ritenuto che i produttori abbiano fatto un buon lavoro nel coinvolgere Ezri nel corso della settima stagione, ma senza sminuire i membri più affermati del cast principale. Tuttavia, c'è stata una parte della stagione in cui era preoccupata che i fan avrebbero sofferto di "sovraccarico di Ezri", ma sentiva che il personaggio aveva un vero arco narrativo e una sua evoluzione con il passare della stagione. Disse che non voleva che Ezri rimanesse la stessa persona "giovane e confusa" che era nelle sue prime apparizioni, cosa con cui gli sceneggiatori e i produttori erano d'accordo. Ha detto: "Col passare del tempo, si è visto che Ezri era intelligente, che era affettuosa e una brava persona. È diventata un personaggio più complicato di quanto si possa pensare nei suoi primi episodi". Ha elogiato episodi specifici che hanno evoluto il personaggio, come L'assedio della AR-558, che ha richiesto a Ezri di attingere alle esperienze passate di Dax. De Boer ha anche apprezzato Figliol prodigo poiché l'episodio mostrava il cambiamento avvenuto in Ezri da prima che si unisse al simbionte Dax, e ha dichiarato che gli eventi ritratti in Campo di tiro fossero "affascinanti".
Mentre si avvicinava alla fine di Deep Space Nine, de Boer ha commentato le voci di una sua possibile partecipazione a Star Trek: Voyager, dicendo che "Il mio primo istinto sarebbe stato quello di dire di no. Avrei bisogno di sentire che c'era una ragione per cui Ezri era sulla Voyager". È stata intervistata alla festa di chiusura della serie dopo aver completato le riprese dell'episodio finale (Quel che si lascia), e ha detto: "L'ultimo episodio è stato molto emozionante, specialmente l'ultimo giorno ... Non potevo credere che fosse già passata una stagione. Mi sono resa conto che tutte le persone a cui ero cresciuta vicino dovevano sentirlo molto di più perché lo facevano da sette anni. Ho pianto".

## Interpreti

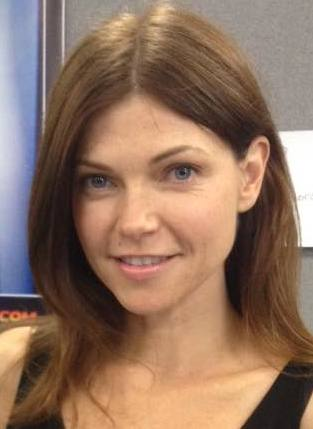
Nicole de Boer, interprete di Ezri Dax

Ezri Dax, che compare sin dal primo episodio della settima stagione di Star Trek: Deep Space Nine, per un totale di 25 episodi, è interpretata dall'attrice Nicole de Boer e doppiata in italiano da Paola Majano.

## Filmografia
- Star Trek: Deep Space Nine - serie televisiva, 25 episodi (1998-1999)

## Libri (parziale)

### Romanzi
- (EN) David Mack, Zero Sum Game, collana Star Trek: Typhon Pact, n. 1, New York, Pocket Books, 2010, ISBN 1439191646.

## Videogiochi
- Star Trek Online (2010)
- Star Trek Timelines (2020)